# Fed Cup 2011 Zona Americana Gruppo II - Pool B
Il Pool B della zona Americana Gruppo II nella Fed Cup 2011 è uno dei due gruppi in cui è suddiviso il Gruppo II della zona Euro-Africana. Cinque squadre si sono scontrate nel formato round robin. (vedi anche Pool A)
|    |            | BAH | ECU | CRC | VEN | PAN | Incontri V–S | Set V–S | Game V–S | Posizione |
| 55 | Bahamas    |     | 2-0 | 3-0 | 0-3 | 3-0 | 3–1          | 17–8    | 188–82   | 2         |
| 57 | Ecuador    | 0-2 |     | 3-0 | 0-3 | 3-0 | 2–2          | 17–10   | 129–86   | 3         |
| 70 | Costa Rica | 0-3 | 0-3 |     | 0-3 | 3-0 | 1–3          | 2–18    | 86–128   | 4         |
| 75 | Venezuela  | 3-0 | 3-0 | 3-0 |     | 3-0 | 4–0          | 24–2    | 149–50   | 1         |
| 79 | Panama     | 0-3 | 0-3 | 0-3 | 0-3 |     | 0–4          | 0–18    | 22–144   | 5         |

## Bahamas vs. Venezuela
| Bahamas 0 | Centro Nacional de Tenis, Santo Domingo, Repubblica Dominicana 16 maggio 2011 Cemento outdoor (plexipavé) | Centro Nacional de Tenis, Santo Domingo, Repubblica Dominicana 16 maggio 2011 Cemento outdoor (plexipavé) | Venezuela 3 |     |     |  |
| \| \| \| \| 1 \| 2 \| 3 \| \| \| - \| \| --------------------------------------------------------------------------- \| --- \| --- \| --- \| \| \| 1 \| \| Kerrie Cartwright Adriana Pérez \| 1 6 \| 5 7 \| \| \| \| 2 \| \| Larikah Russell Andrea Gámiz \| 2 6 \| 1 6 \| \| \| \| 3 \| \| Nikkita Fountain / Larikah Russell Marina Giral Lores / Mariana Muci-Torres \| 3 6 \| 6 2 \| 4 6 \| \| | | |             |     |     |  |
| | | | 1           | 2   | 3   |  |
| 1 | Bahamas (bandiera) · Venezuela (bandiera)                                                                 | Kerrie Cartwright Adriana Pérez                                                                           | 1 6         | 5 7 |     |  |
| 2 | Bahamas (bandiera) · Venezuela (bandiera)                                                                 | Larikah Russell Andrea Gámiz                                                                              | 2 6         | 1 6 |     |  |
| 3 | Bahamas (bandiera) · Venezuela (bandiera)                                                                 | Nikkita Fountain / Larikah Russell Marina Giral Lores / Mariana Muci-Torres                               | 3 6         | 6 2 | 4 6 |  |

## Ecuador vs. Costa Rica
| Ecuador 3 | Centro Nacional de Tenis, Santo Domingo, Repubblica Dominicana 16 maggio 2011 Cemento outdoor (plexipavé) | Centro Nacional de Tenis, Santo Domingo, Repubblica Dominicana 16 maggio 2011 Cemento outdoor (plexipavé) | Costa Rica 0 |       |     |  |
| \| \| \| \| 1 \| 2 \| 3 \| \| \| - \| \| -------------------------------------------------------------------- \| --- \| ----- \| --- \| \| \| 1 \| \| Alejandra Álvarez Camila Quesada \| 6 1 \| 1 6 \| 7 5 \| \| \| 2 \| \| Hilda Zuleta-Cabrera Andrea Brenes \| 6 4 \| 612 7 \| 6 1 \| \| \| 3 \| \| Alejandra Álvarez / Ana-María Zuleta Mariella Calderón / Ximena Mino \| 6 3 \| 7 5 \| \| \| | | |              |       |     |  |
| | | | 1            | 2     | 3   |  |
| 1 | Ecuador (bandiera) · Costa Rica (bandiera)                                                                | Alejandra Álvarez Camila Quesada                                                                          | 6 1          | 1 6   | 7 5 |  |
| 2 | Ecuador (bandiera) · Costa Rica (bandiera)                                                                | Hilda Zuleta-Cabrera Andrea Brenes                                                                        | 6 4          | 612 7 | 6 1 |  |
| 3 | Ecuador (bandiera) · Costa Rica (bandiera)                                                                | Alejandra Álvarez / Ana-María Zuleta Mariella Calderón / Ximena Mino                                      | 6 3          | 7 5   |     |  |

## Bahamas vs. Panama
| Bahamas 3 | Centro Nacional de Tenis, Santo Domingo, Repubblica Dominicana 17 maggio 2011 Cemento outdoor (plexipavé) | Centro Nacional de Tenis, Santo Domingo, Repubblica Dominicana 17 maggio 2011 Cemento outdoor (plexipavé) | Panama 0 |     |   |  |
| \| \| \| \| 1 \| 2 \| 3 \| \| \| - \| \| --------------------------------------------------------------------------- \| --- \| --- \| - \| \| \| 1 \| \| Kerrie Cartwright Dania Navarro \| 6 1 \| 6 1 \| \| \| \| 2 \| \| Larikah Russell Rosaline Zafir Chávez Tello \| 6 0 \| 6 1 \| \| \| \| 3 \| \| Nikkita Fountain / Simone Pratt Rosaline Zafir Chávez Tello / Dania Navarro \| 6 2 \| 6 2 \| \| \| | | |          |     |   |  |
| | | | 1        | 2   | 3 |  |
| 1 | Bahamas (bandiera) · Panama (bandiera)                                                                    | Kerrie Cartwright Dania Navarro                                                                           | 6 1      | 6 1 |   |  |
| 2 | Bahamas (bandiera) · Panama (bandiera)                                                                    | Larikah Russell Rosaline Zafir Chávez Tello                                                               | 6 0      | 6 1 |   |  |
| 3 | Bahamas (bandiera) · Panama (bandiera)                                                                    | Nikkita Fountain / Simone Pratt Rosaline Zafir Chávez Tello / Dania Navarro                               | 6 2      | 6 2 |   |  |

## Ecuador vs. Venezuela
| Ecuador 0 | Centro Nacional de Tenis, Santo Domingo, Repubblica Dominicana 17 maggio 2011 Cemento outdoor (plexipavé) | Centro Nacional de Tenis, Santo Domingo, Repubblica Dominicana 17 maggio 2011 Cemento outdoor (plexipavé) | Venezuela 3 |     |     |  |
| \| \| \| \| 1 \| 2 \| 3 \| \| \| - \| \| ---------------------------------------------------------------------------- \| --- \| --- \| --- \| \| \| 1 \| \| Alejandra Álvarez Marina Giral Lores \| 3 6 \| 1 6 \| \| \| \| 2 \| \| Ana-María Zuleta Andrea Gámiz \| 0 6 \| 2 6 \| \| \| \| 3 \| \| Alejandra Álvarez / Hilda Zuleta-Cabrera Mariana Muci-Torres / Adriana Pérez \| 4 6 \| 6 4 \| 2 6 \| \| | | |             |     |     |  |
| | | | 1           | 2   | 3   |  |
| 1 | Ecuador (bandiera) · Venezuela (bandiera)                                                                 | Alejandra Álvarez Marina Giral Lores                                                                      | 3 6         | 1 6 |     |  |
| 2 | Ecuador (bandiera) · Venezuela (bandiera)                                                                 | Ana-María Zuleta Andrea Gámiz                                                                             | 0 6         | 2 6 |     |  |
| 3 | Ecuador (bandiera) · Venezuela (bandiera)                                                                 | Alejandra Álvarez / Hilda Zuleta-Cabrera Mariana Muci-Torres / Adriana Pérez                              | 4 6         | 6 4 | 2 6 |  |

## Ecuador vs. Panama
| Ecuador 3 | Centro Nacional de Tenis, Santo Domingo, Repubblica Dominicana 18 maggio 2011 Cemento outdoor (plexipavé) | Centro Nacional de Tenis, Santo Domingo, Repubblica Dominicana 18 maggio 2011 Cemento outdoor (plexipavé) | Panama 0 |     |   |  |
| \| \| \| \| 1 \| 2 \| 3 \| \| \| - \| \| ---------------------------------------------------------------------- \| --- \| --- \| - \| \| \| 1 \| \| Ana-María Zuleta Dania Navarro \| 6 2 \| 6 0 \| \| \| \| 2 \| \| Hilda Zuleta-Cabrera Rosaline Zafir Chávez Tello \| 6 0 \| 6 1 \| \| \| \| 3 \| \| Alejandra Álvarez / Ana-María Zuleta Ana Gabriela Meis / Dania Navarro \| 6 0 \| 6 0 \| \| \| | | |          |     |   |  |
| | | | 1        | 2   | 3 |  |
| 1 | Ecuador (bandiera) · Panama (bandiera)                                                                    | Ana-María Zuleta Dania Navarro                                                                            | 6 2      | 6 0 |   |  |
| 2 | Ecuador (bandiera) · Panama (bandiera)                                                                    | Hilda Zuleta-Cabrera Rosaline Zafir Chávez Tello                                                          | 6 0      | 6 1 |   |  |
| 3 | Ecuador (bandiera) · Panama (bandiera)                                                                    | Alejandra Álvarez / Ana-María Zuleta Ana Gabriela Meis / Dania Navarro                                    | 6 0      | 6 0 |   |  |

## Costa Rica vs. Venezuela
| Costa Rica 0 | Centro Nacional de Tenis, Santo Domingo, Repubblica Dominicana 18 maggio 2011 Cemento outdoor (plexipavé) | Centro Nacional de Tenis, Santo Domingo, Repubblica Dominicana 18 maggio 2011 Cemento outdoor (plexipavé) | Venezuela 3 |     |   |  |
| \| \| \| \| 1 \| 2 \| 3 \| \| \| - \| \| --------------------------------------------------------------------- \| --- \| --- \| - \| \| \| 1 \| \| Mariella Calderón Adriana Pérez \| 1 6 \| 1 6 \| \| \| \| 2 \| \| Andrea Brenes Andrea Gámiz \| 3 6 \| 0 6 \| \| \| \| 3 \| \| Ximena Mino / Camila Quesada Marina Giral Lores / Mariana Muci-Torres \| 2 6 \| 2 6 \| \| \| | | |             |     |   |  |
| | | | 1           | 2   | 3 |  |
| 1 | Costa Rica (bandiera) · Venezuela (bandiera)                                                              | Mariella Calderón Adriana Pérez                                                                           | 1 6         | 1 6 |   |  |
| 2 | Costa Rica (bandiera) · Venezuela (bandiera)                                                              | Andrea Brenes Andrea Gámiz                                                                                | 3 6         | 0 6 |   |  |
| 3 | Costa Rica (bandiera) · Venezuela (bandiera)                                                              | Ximena Mino / Camila Quesada Marina Giral Lores / Mariana Muci-Torres                                     | 2 6         | 2 6 |   |  |

## Bahamas vs. Costa Rica
| Bahamas 3 | Centro Nacional de Tenis, Santo Domingo, Repubblica Dominicana 19 maggio 2011 Cemento outdoor (plexipavé) | Centro Nacional de Tenis, Santo Domingo, Repubblica Dominicana 19 maggio 2011 Cemento outdoor (plexipavé) | Costa Rica 0 |     |   |  |
| \| \| \| \| 1 \| 2 \| 3 \| \| \| - \| \| --------------------------------------------------------------------- \| --- \| --- \| - \| \| \| 1 \| \| Simone Pratt Ximena Mino \| 6 2 \| 6 1 \| \| \| \| 2 \| \| Kerrie Cartwright Andrea Brenes \| 6 2 \| 6 0 \| \| \| \| 3 \| \| Nikkita Fountain / Larikah Russell Mariella Calderón / Camila Quesada \| 6 2 \| 6 2 \| \| \| | | |              |     |   |  |
| | | | 1            | 2   | 3 |  |
| 1 | Bahamas (bandiera) · Costa Rica (bandiera)                                                                | Simone Pratt Ximena Mino                                                                                  | 6 2          | 6 1 |   |  |
| 2 | Bahamas (bandiera) · Costa Rica (bandiera)                                                                | Kerrie Cartwright Andrea Brenes                                                                           | 6 2          | 6 0 |   |  |
| 3 | Bahamas (bandiera) · Costa Rica (bandiera)                                                                | Nikkita Fountain / Larikah Russell Mariella Calderón / Camila Quesada                                     | 6 2          | 6 2 |   |  |

## Venezuela vs. Panama
| Venezuela 3 | Centro Nacional de Tenis, Santo Domingo, Repubblica Dominicana 19 maggio 2011 Cemento outdoor (plexipavé) | Centro Nacional de Tenis, Santo Domingo, Repubblica Dominicana 19 maggio 2011 Cemento outdoor (plexipavé) | Panama 0 |     |   |  |
| \| \| \| \| 1 \| 2 \| 3 \| \| \| - \| \| ------------------------------------------------------------------------------ \| --- \| --- \| - \| \| \| 1 \| \| Marina Giral Lores Gabriela González \| 6 0 \| 6 0 \| \| \| \| 2 \| \| Adriana Pérez Rosaline Zafir Chávez Tello \| 6 0 \| 6 1 \| \| \| \| 3 \| \| Andrea Gámiz / Mariana Muci-Torres Rosaline Zafir Chávez Tello / Dania Navarro \| 6 0 \| 6 0 \| \| \| | | |          |     |   |  |
| | | | 1        | 2   | 3 |  |
| 1 | Venezuela (bandiera) · Panama (bandiera)                                                                  | Marina Giral Lores Gabriela González                                                                      | 6 0      | 6 0 |   |  |
| 2 | Venezuela (bandiera) · Panama (bandiera)                                                                  | Adriana Pérez Rosaline Zafir Chávez Tello                                                                 | 6 0      | 6 1 |   |  |
| 3 | Venezuela (bandiera) · Panama (bandiera)                                                                  | Andrea Gámiz / Mariana Muci-Torres Rosaline Zafir Chávez Tello / Dania Navarro                            | 6 0      | 6 0 |   |  |

## Bahamas vs. Ecuador
| Bahamas 2 | Centro Nacional de Tenis, Santo Domingo, Repubblica Dominicana 20 maggio 2011 Cemento outdoor (plexipavé) | Centro Nacional de Tenis, Santo Domingo, Repubblica Dominicana 20 maggio 2011 Cemento outdoor (plexipavé) | Ecuador 0 |     |      |             |
| \| \| \| \| 1 \| 2 \| 3 \| \| \| - \| \| ----------------------------------------------------------------------- \| --- \| --- \| ---- \| ----------- \| \| 1 \| \| Kerrie Cartwright Alejandra Álvarez \| 4 6 \| 6 4 \| 7 5 \| \| \| 2 \| \| Larikah Russell Hilda Zuleta-Cabrera \| 6 3 \| 3 6 \| 7 63 \| \| \| 3 \| \| Nikkita Fountain / Larikah Russell Alejandra Álvarez / Ana-María Zuleta \| \| \| \| non giocato \| | | |           |     |      |             |
| | | | 1         | 2   | 3    |             |
| 1 | Bahamas (bandiera) · Ecuador (bandiera)                                                                   | Kerrie Cartwright Alejandra Álvarez                                                                       | 4 6       | 6 4 | 7 5  |             |
| 2 | Bahamas (bandiera) · Ecuador (bandiera)                                                                   | Larikah Russell Hilda Zuleta-Cabrera                                                                      | 6 3       | 3 6 | 7 63 |             |
| 3 | Bahamas (bandiera) · Ecuador (bandiera)                                                                   | Nikkita Fountain / Larikah Russell Alejandra Álvarez / Ana-María Zuleta                                   |           |     |      | non giocato |

## Costa Rica vs. Panama
| Costa Rica 3 | Centro Nacional de Tenis, Santo Domingo, Repubblica Dominicana 20 maggio 2011 Cemento outdoor (plexipavé) | Centro Nacional de Tenis, Santo Domingo, Repubblica Dominicana 20 maggio 2011 Cemento outdoor (plexipavé) | Panama 0 |     |   |  |
| \| \| \| \| 1 \| 2 \| 3 \| \| \| - \| \| ---------------------------------------------------------------------------- \| --- \| --- \| - \| \| \| 1 \| \| Mariella Calderón Dania Navarro \| 6 0 \| 6 2 \| \| \| \| 2 \| \| Andrea Brenes Rosaline Zafir Chávez Tello \| 6 2 \| 6 1 \| \| \| \| 3 \| \| Ximena Mino / Camila Quesada Rosaline Zafir Chávez Tello / Gabriela González \| 6 2 \| 6 4 \| \| \| | | |          |     |   |  |
| | | | 1        | 2   | 3 |  |
| 1 | Costa Rica (bandiera) · Panama (bandiera)                                                                 | Mariella Calderón Dania Navarro                                                                           | 6 0      | 6 2 |   |  |
| 2 | Costa Rica (bandiera) · Panama (bandiera)                                                                 | Andrea Brenes Rosaline Zafir Chávez Tello                                                                 | 6 2      | 6 1 |   |  |
| 3 | Costa Rica (bandiera) · Panama (bandiera)                                                                 | Ximena Mino / Camila Quesada Rosaline Zafir Chávez Tello / Gabriela González                              | 6 2      | 6 4 |   |  |

## Verdetti
- Venezuela e Bahamas ammesse ai playoff per la promozione al Gruppo I contro i vincitori del Pool A (Guatemala e Uruguay).